# Hermione (Tochter des Menelaos)

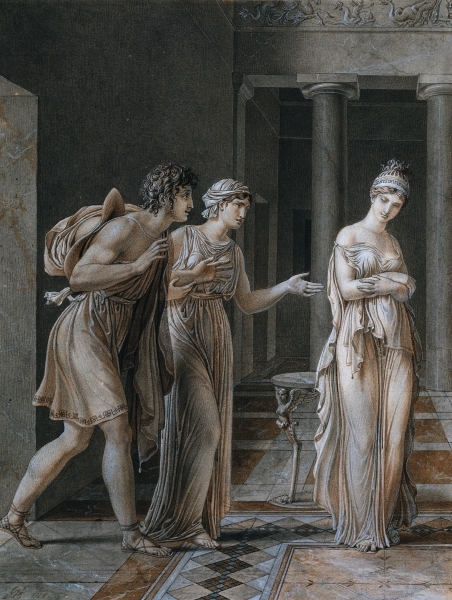
Orestes und Hermione

Hermione (altgriechisch Ἑρμιόνη Hermiónē) ist in der griechischen Mythologie die Tochter des Königs Menelaos von Sparta und seiner Gemahlin Helena. Ihre Mutter Helena war die Tochter des Zeus und der Leda und galt als die schönste aller Frauen. 
Hermione war die Verlobte von Orestes. Ihr Vater versprach sie im Trojanischen Krieg dem Neoptolemos, den sie heiraten musste. Als Neoptolemos durch die Hand des Orestes den Tod fand, wurde sie die Frau von Orestes, dem sie den Tisamenos gebar.
Vereinzelt wird Hermione in der Ilias und der Odyssee erwähnt. Ovid lässt sie einen Brief an Orest schreiben. Sie ist auch eine der Hauptfiguren in Racines Tragödie Andromaque.

## Eponyme
Der Asteroid (121) Hermione ist nach ihr benannt.